# General game playing

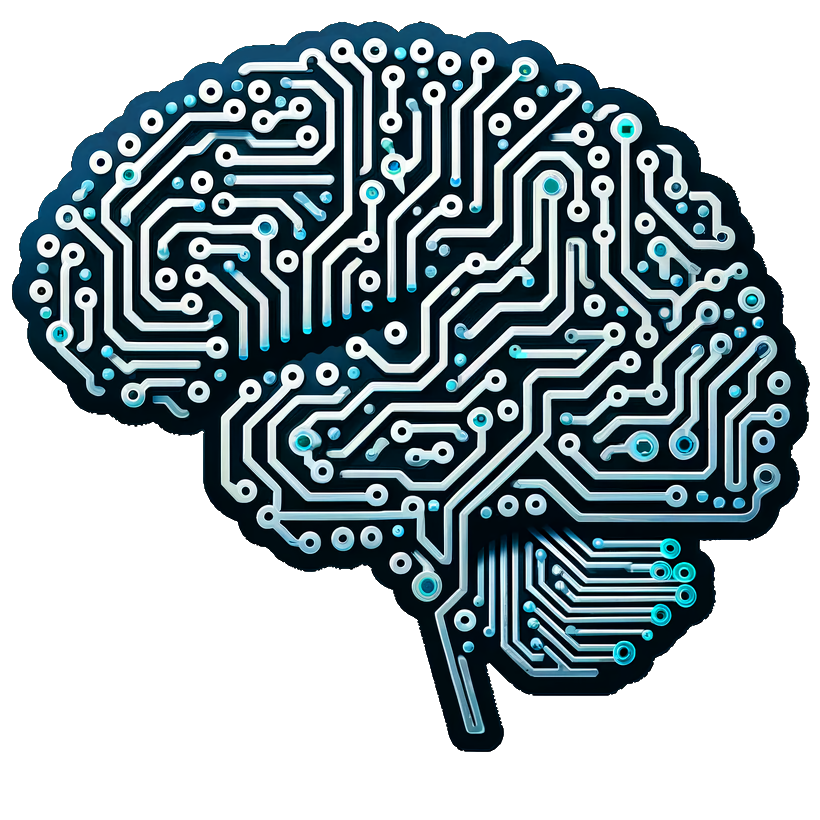
Vizualizace General game playing

General game playing je odvětví umělé inteligence, jehož cílem je tvorba programů, které jsou schopné hrát úspěšně více než jednu hru. Pro mnoho her jako jsou třeba šachy, existují speciálně navržené algoritmy, které nemohou být přeneseny do jiného kontextu. Například, program hrající šachy nemůže hrát dámu. General Game Playing system, pokud by byl správně navržen, by byl schopen pomoci i v jiných oblastech, například při poskytování inteligence pro pátrací a záchranné mise.

## Stanfordský projekt
General Game Playing je projekt Stanfordské Logic Group, který se snaží vytvořit platformu pro general game playing. Hry jsou definovány množinami pravidel, reprezentovaných v jazyce Game Description Language. V průběhu hry hráči interagují s hostujícím serverem, který kontroluje platnost tahů a udržuje hráče informované o změnách stavu hry.

## Další přístupy
Existují i další systémy pro general game playing, které pro definici pravidel používají své vlastní jazyky. V roce 1992 vyvinul Barney Pell systém Metagame.  Tento systém uměl hrát množství her podobných šachu, jejichž pravidla byla popsána ve speciálním jazyce. V roce 1998 byl Jeffem Mallettem a Markem Leflerem vyvinut komerční systém Zillions of Games, který pro popis herních pravidel používal jazyk podobný LISPu. Zillions of Games odvozoval evaluační funkci automaticky z herních pravidel, podle pohyblivosti figur, struktury herní desky a cílů hry. Také používal obvyklé algoritmy používané v šachových programech: alfa-beta ořezávání s řazením tahů, transpoziční tabulky, atd.